# Robert Musil
Robert Musil (Klagenfurt, 6 de novembro de 1880 — Genebra, 15 de abril de 1942) foi um escritor austríaco, um dos mais importantes romancistas modernos.
Ao lado de Franz Kafka, Marcel Proust e James Joyce forma o grupo dos grandes prosadores do século XX. Da sua obra destaca-se o monumental O Homem sem Qualidades, um anti-romance ou um não-romance que é acima de tudo uma grande reflexão sobre a época de Musil. Seu livro de estreia, o romance de formação O Jovem Törless, publicado em 1906, também é popular na atualidade.

## Uma obra autobiográfica
A vida de Robert Musil é muito pouco conhecida. É essencialmente através do seu Diário, o qual o escritor alimenta regularmente com reflexões e anotações autobiográficas, que se podem esclarecer certos episódios  marcantes da vida de Musil, assim como a génese dos seus escritos.
A vida de Musil pode dividir-se esquematicamente em três fases: a sua estreia como engenheiro mecânico, a sua entrada na sociedade literária e finalmente o seu projecto de redacção da sua obra prima, O Homem sem Qualidades.

## Os primeiros anos

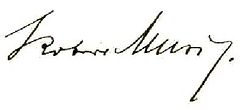
Assinatura do escritor austríaco Robert Musil.

Musil nasceu em Klagenfurt, Caríntia, filho do engenheiro Alfred Edler von Musil (1846, Timișoara - 1924) e sua esposa Hermine Bergauer (1853, Linz - 1924). Musil é o segundo filho do casal. A sua irmã, de nome Elsa, morre precocemente, com 1 ano de idade. O orientalista Alois Musil era seu primo em segundo grau.
Em setembro de 1882 a família de Musil deixa a cidade de Klagenfurt uma vez que o seu pai aceitou dirigir a escola profissional técnica de Komotau, na Boémia, em Steyr (Alta Áustria). Os seus pais desenvolvem uma forte amizade com Heinrich Reiter que marcará, principalmente através da proximidade com a sua mãe, as relações afectivas de Robert Musil. Com efeito, instalou-se no seio da família uma relação triangular.
Em 1886, Musil é vítima de uma doença nervosa de origem cerebral e terá duas recaídas durante o ano escolar de 1889-1890. De qualquer forma, em 1890 entra para o colégio de Steyr mas em 1891 a família muda-se de novo para Brno, capital da Morávia. O seu pai é nomeado professor de construção mecânica na escola politécnica da mesma cidade. Musil conhece Gustav Donath, dois anos mais velho, amigo de infância e filho de um colega de seu pai. Musil é uma criança rebelde no que respeita à educação. Por esta razão, os seus pais decidem enviá-lo, em regime de internato, para a escola militar de Eisenstadt. Em setembro de 1894 entra para o liceu militar para jovens oficiais Mährish-Weisskirchen, em Hranice. Esses anos constituem a trama do romance O Jovem Törless (Die Verwirrungen des Zöglings Törleß), o seu primeiro romance e o seu primeiro sucesso literário.

## Estreia Literária
Em Setembro de 1897 Musil entra para a escola politécnica de Brün para o curso de construção mecânica. Dá início ao seu Diário, "a forma mais cómoda, e mais indisciplinada" segundo as suas palavras. A sua vida literária começa simultaneamente com a leitura de Friedrich Nietzsche, de Novalis de Dostoïevski, de Ralph Emerson, de Maurice Maeterlink e de Aristóteles (em particular a Poética), autores que o influenciaram grandemente, como o confessou o próprio. Em 1899 redige o seu primeiro manuscrito Monsieur le Vivisecteur e que lança já as bases da sua estética literária, em particular o tema da observação científica da vida. No mesmo ano apaixona-se por Valérie (nome que lhe atribui no seu Diário) cujo nome real é Paula Ulmann, uma atriz de Brünn. A 10 de novembro de 1899 é bem sucedido no seu primeiro exame estatal que lhe permetirá obter o seu diploma de engenheiro.
Em 1900 desenvolve os seus primeiros contactos literários. Encontra-se com escritores de Brünn como Karl Hans Strobl e Franz Schamann. Musil tenta participar numa leitura pública organizada pela cidade mas que  será cancelada. Em março de 1901, Musil lê uma das suas criações, numa outra leitura pública. As suas próprias leituras diversificam-se:  lê Kant, Peter Altenberg, Richard von Schaukal, Rilke, Stefan George, Hugo von Hofmannsthal e Charles Baudelaire. Musil tem uma relação com Herma Dietz, futuro modelo da personagem Tonka no romance do mesmo nome. No mesmo ano sofre de uma doença venérea de origem desconhecida. A 18 de julho de 1901 obtém o seu diploma de engenheiro mecânico mas a 1 de outubro decide cumprir o serviço militar como voluntário, no 49º regimento imperial e real de infantaria "Freiherr von Hess" em Brünn. Aí permanece até 30 de setembro de 1902 e, durante esse período, lê Nietzsche.
Em 1902 o seu diário enriquece-se com diversas leituras e anotações (como os Cursos científicos populares do filósofo positivista Ernst Mach, as reflexões de D'Annunzio, a teoria estética de Schiller). A leitura do romance de Leopold Andrian, Der Garten der Erkenntnis condu-lo a uma escrita totalmente pessoal e complacente, próxima do romantismo. Ele regista os seus estados de alma, os seus sentimentos e sensações com minúcia. Em outubro do mesmo ano, realiza um voluntariado, durante um ano, como assistente do professor Julius Carl von Bach da escola politécnica de Estugarda, até 1903. Musil qualificará esse período como um período de tédio, apesar de uma relação que mantém com uma mulher culta, Stéphanie Tyrka, que se torna a sua musa durante algum tempo .
Em janeiro de 1903, Musil é nomeado tenente na reserva. Cumpre um período de servçio militar de um mês nas casernas de Brünn, de 15 de abril a 12 de maio. Em agosto dedica-se seriamente ao romance O Jovem Törless (Die Verwirrungen des Zöglings Törleß). Faz os primeiros esboços de um romance autobiográfico que prefigura O Homem sem Qualidades e que ele intitula temporariamente como "Trabalhos preliminares para um romance". Musil continua a ler muito e estende a sua cultura literária aos românticos e clássicos alemães, assim como aos escritores contemporâneos. Em outubro de 1903 recomeça os estudos na universidade de Berlin, procurando completar uma formação em ciências humanas. Increve-se em filosofia e psicologia experimental nos cursos de Carl Stumpf (primeiro semestre do ano universitário de 1903-1904). Mantém a sua relação com Herma Dietz que estuda também em Berlim.

## Principais obras
- O Homem sem Qualidades (em alemão, Der Mann ohne Eigenschaften), 1930, 1933, 1943, publicado em dois volumes.
- Sobre a Estupidez (Über die Dummheit),1937. Ensaio.
- O Jovem Törless (Die Verwirrungen des Zöglings Törleß), 1906.
- Três Mulheres (Drei Frauen)

1. ↑  «Virtual Vienna Net – The Great Austrian Writer Robert Musil». Virtualvienna.net. 15 de abril de 1942. Consultado em 10 de fevereiro de 2013. Arquivado do original em 17 de junho de 2013